# Eiffeltornet (film)
Eiffeltornet är en svensk-dansk-norsk kortfilm från 2003 med regi och manus av Niklas Rådström. I rollerna ses bland andra Pernilla August, Stellan Skarsgård och Anna Azcaráte.

## Handling
Vid frukosten berättar en man för sin hustru om en dröm han har haft i vilken han reser till Paris. Väl där finns dock inte Eiffeltornet och han börjar leta efter det. Förvirrad måste han handskas med att tornet kanske inte finns över huvud taget.

## Rollista
- Stellan Skarsgård – Jakob
- Pernilla August – Lena
- Mikael Oldhag – Lasse
- Anna Azcárate – Karin

## Om filmen
Filmen producerades av Malte Forssell och Frida Asp och fotades av Peter Mokrosinski. Musiken komponerades av Fläskkvartetten och filmen klipptes av Michal Leszczylowski. Den premiärvisades 19 september 2003 på Umeå filmfestival och har senare visats av Sveriges Television vid flera tillfällen. 2004 och 2013 visades den på Göteborgs filmfestival.
Eiffeltornet belönades med pris för bästa manus vid en filmfestival i Almería i Spanien 2005.